# Shefa Gold
Shefa Gold (née en 1954 ou 1955) est une femme rabbin américaine. Elle dirige le Centre pour la pratique dévotionnelle, énergétique et extatique à Jemez Springs, Nouveau-Mexique. En 1996, elle est ordonnée rabbin par le Reconstructionist Rabbinical College. Shefa Gold est professeure de chant, de mysticisme juif, de prière juive et de spiritualité. En 2010, le rabbin Mike Comins la décrit comme « pionnière dans la pratique extatique du chant juif ». Ses chants sont repris dans des synagogues, des minyanim et des manifestations, son plus célèbre est sans doute Ozi V'zimrat Yah,. Elle combine musique liturgique juive traditionnelle et chant hébreu. Son application mobile Flavors of Gratefulness compte 79 chants différents pour la prière du matin Modeh Ani (masculin) ou Modah Ani (féminin) le 31 décembre 2020.

## Biographie
Avant de devenir rabbin, Shefa Gold était musicienne. Elle déclare dans une interview en 2013 : « ce que j'essayais vraiment de faire avec ma musique, c'était de créer un espace sacré. J'ai senti à quel point la musique est puissante pour ouvrir les cœurs. »,. Tout en étudiant à l'école rabbinique, elle apprend les pratiques de méditation zen, dont le chant, et codirige un service de Rosh Hashanah lors d'une retraite dirigée par Thich Nhat Hanh à l'Institut Omega en 1993 (de nombreux participants étaient juifs). Devenue rabbin en 1996, elle maîtrise le chant hébraïque, qu'elle intègre à son rabbinat. Elle compte parmi les dirigeants d'Aleph : l'Alliance pour le renouveau juif et reçoit la semikha du rabbin Zalman Schachter-Shalomi,. Dans le cadre d'un programme intitulé Kol Zimra, elle forme au chant hébraïque rabbins, hazzans, et dirigeants laïques,. Selon un article de l'Agence télégraphique juive, la quasi-totalité de l'intérêt porté au chant juif remonte à Shefa Gold. Elle figure dans la liste de 2007 de Letty Cottin Pogrebin The Other Fifty Rabbis in America, et dans une liste de 2015 des « rabbins les plus inspirants d'Amérique » éditée par The Forward. Elle est citée dans des articles qui traitent de l'intersection du New Age et de la spiritualité avec le judaïsme,,.
Elle écrit plusieurs livres sur l'approfondissement de la conscience spirituelle par le chant sacré et la méditation:
- Voyages de la Torah: le chemin intérieur vers la terre promise[15]
- Dans la fièvre de l'amour: une illumination du cantique des cantiques[16]
- La magie du chant hébreu: Guérir l'esprit, transformer l'esprit, approfondir l'amour[17]
- Sommes-nous encore là ?: Voyager comme pratique spirituelle[18]

Le travail de Gold est présenté dans le livre Stalking Elijah: Adventures with Today's Jewish Mystical Masters de Rodger Kamenetz.
En 2017, Gold et d'autres rabbins signent  une déclaration de Jewish Veg encourageant le véganisme pour tous les juifs. Gold décrit le chant hébreu comme efficace pour guérir et transformer les personnes de différentes religions : ses bienfaits ne se limitent donc pas aux Juifs.